# (249519) Whitneyclavin
(249519) Whitneyclavin est un astéroïde de la ceinture principale.

## Description
(249519) Whitneyclavin est un astéroïde de la ceinture principale. Il fut découvert le 11 février 2010 aux États-Unis par le programme WISE. Il présente une orbite caractérisée par un demi-grand axe de 2,68 UA, une excentricité de 0,09 et une inclinaison de 7,2° par rapport à l'écliptique.

## Compléments